# Barca auxiliar

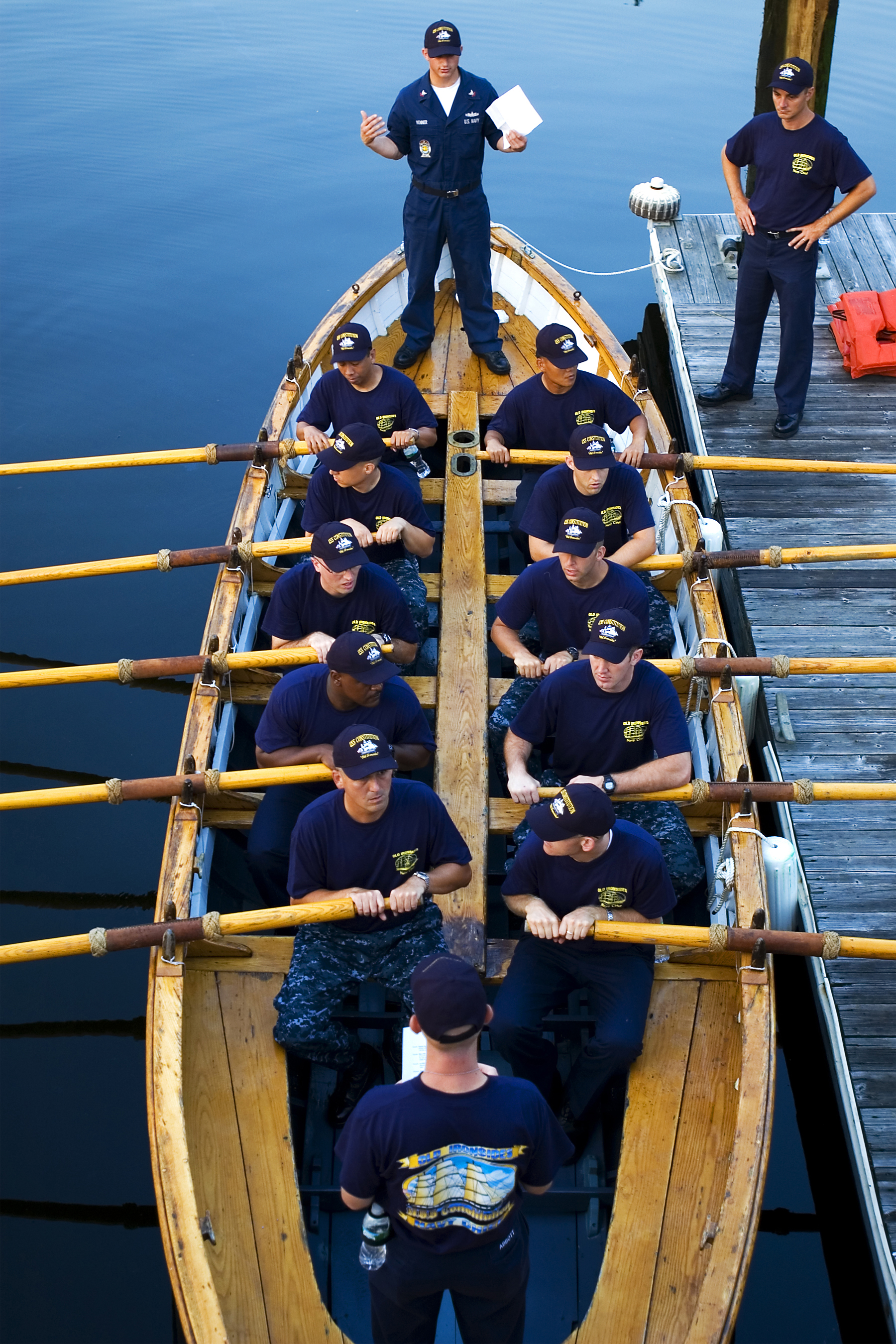
Pràctica de tècniques tradicionals amb una balenera del vaixell USS Constitution.

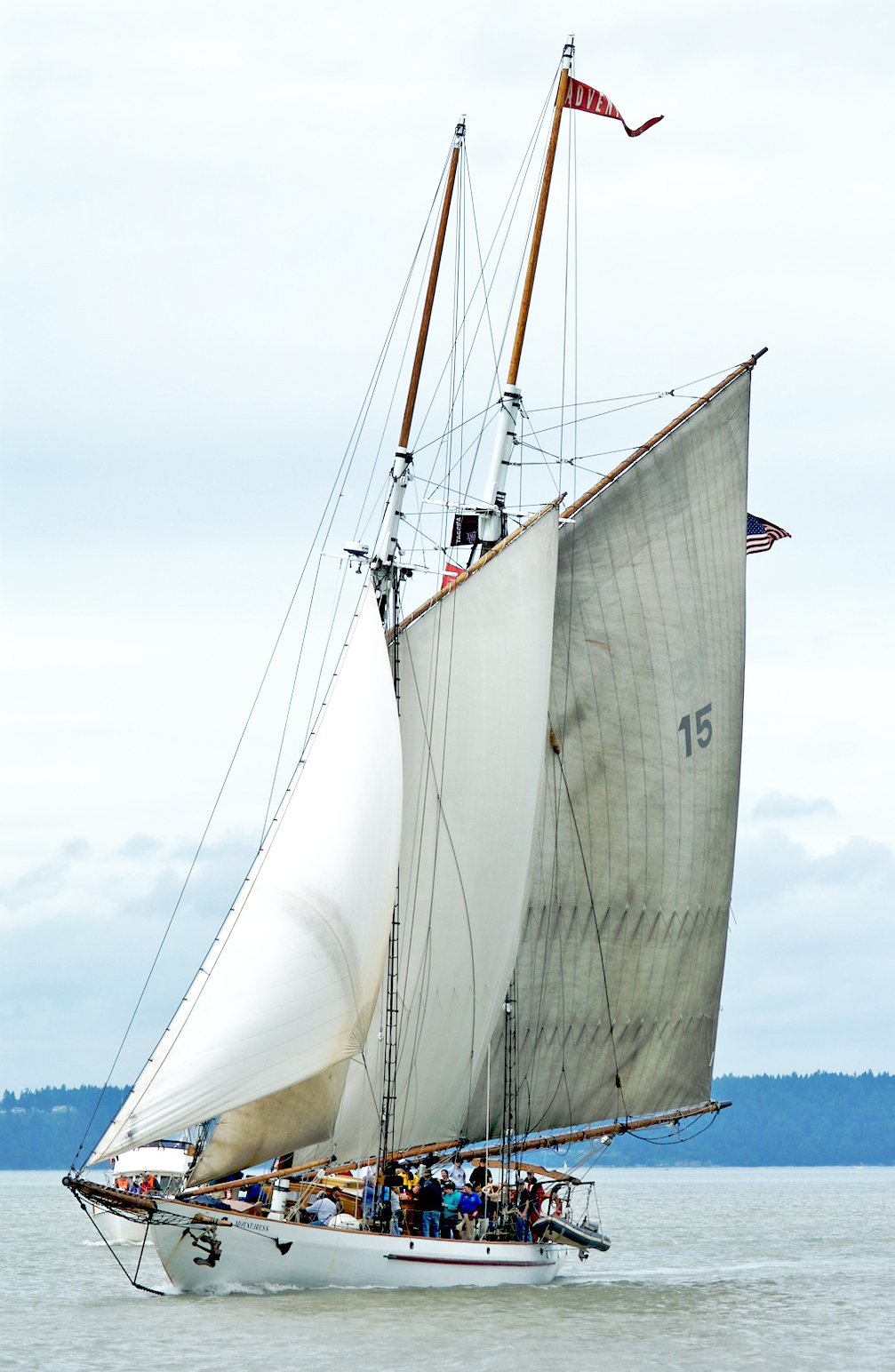
Goleta Adventuress amurada a estribord. Vegeu un bot inflable penjat dels pescants.

Adjunta a un vaixell d'una certa importància, una barca auxiliar és una embarcació més petita emprada per a operacions complementàries de transport de persones o mercaderies o per a maniobres fonamentals en la navegació.
Les barques auxiliars tradicionals podien desplaçar-se amb rems i, a vegades, amb veles. En l'època del vapor algunes barques auxiliars disposaven de petites màquines de vapor. Més modernament hi ha barques amb motors de combustió interna (interiors, foraborda, de transmissió en Z, a reacció) i elèctrics.
En molts casos la barca auxiliar, fora de ser un accessori, és una part fonamental del vaixell principal.

## Dimensions
Les dimensions de les barques auxiliars dels vaixells oscil·len entre els bots individuals molt petits (menys de dos metres d'eslora) i les llanxes de molts remers amb una superfície vèlica important i dimensions considerables.
- El navegant solitari Alain Gerbault usava un bot de lona plegable Berthon de 1,80 metres (un cop desplegat).[1]

## Funcions

### Carregar i descarregar persones
En vaixells ancorats a una certa distància de la costa les barques permeten embarcar i desembarcar persones amb certa seguretat i comoditat. També són útils per a portar persones entre vaixells.

### Carregar i descarregar mercaderies
Aigua potable, queviures, llenya, mercaderies, armes, pólvora poden transportar-se entre el vaixell i la costa.

### Maniobres
- Ancorar i salpar àncores
- Sondar costes desconegudes
- Explorar

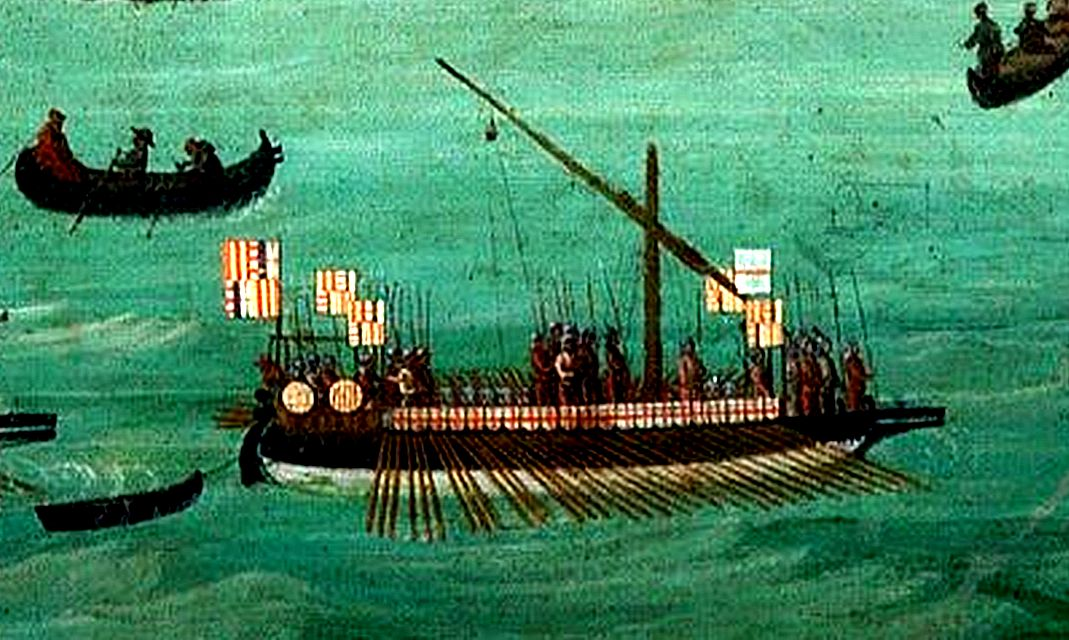
Galera catalana de l'almirall Galceran de Requesens i Joan de Soler. Vegeu que remolca la seva barca de panescalm

- Remolcar o ajudar a la maniobra del vaixell principal
- Barques auxiliars de pesca
- Atacar i defensar-se d'altres vaixells
- Salvament
  - Rescatar un home a l'aigua
  - Abandonar el vaixell en cas de perill

## Terminologia
Les barques auxiliars han estat designades per diversos noms, de forma genèrica o basant-se en el tipus d'embarcació: “scapha” (plural “scaphae”, en llatí), gróndoles, esquifs, barques de panescalm, llanxes, baleneres, “long boats”, “captain's gigs”...

### Terminologia britànica

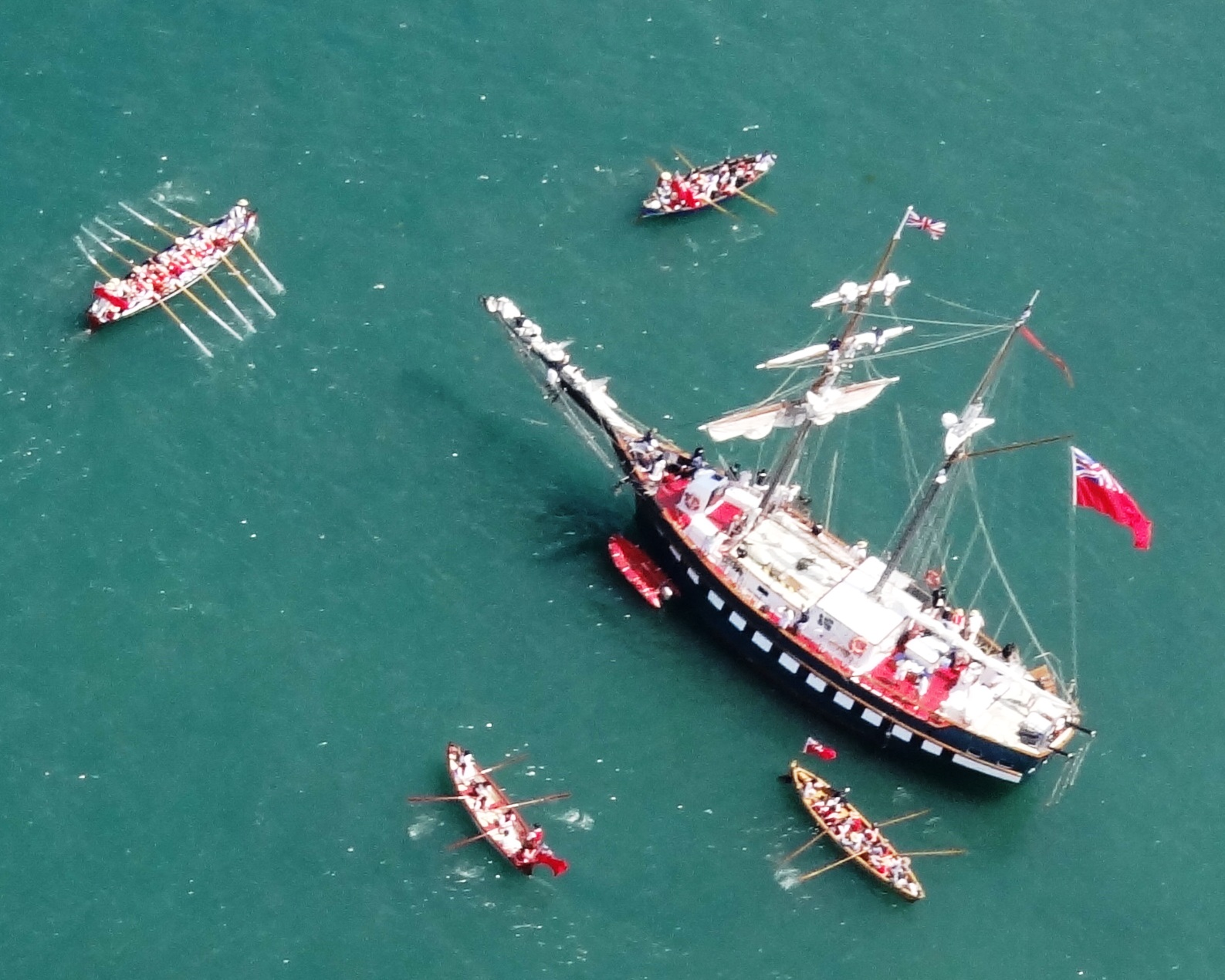
Vista aèria del bergantí-goleta canadenc Fair-Jeanne (110 peus d'eslora) i unes quantes barques auxiliars en la recreació de fets de la guerra de 1812.

- Admiral's barge
- Captain's gig
- Cutter
- Dinghy
- Jolly boat[2]
- Longboat
- Pinnace,
- Yawl

## Història
Les barques de servei d'un vaixell estan documentades des de l'antiguitat. La seva importància capital passa sovint desapercebuda al costat d'altres accions de la crònica principal. A continuació s'exposen alguns exemples de l'ús de les barques auxiliars.

## Roma clàssica

### De bello gallico
| «                                          | Quod quum animum advertisset Cæsar, scaphas longarum navium, item speculatoria navigia militibus compleri iussit : et, quos laborantes conspexerat, iis subsidia sum mittebat. Copsant Cèsar el desordre ordenà que els esquifs de les naus i els vaixells exploradors embarquessin soldats per anar a socórrer el més necessitats | » |
| — De bello gallico. Juli Cèsar. IV, 24-26. | |   |

### Liburnes
Les liburnes començaren la seva història com a vaixells de pirates. Cada liburna anava acompanyada d'un barca de panescalm (amb molts rems i molt veloç) per anar a la descoberta de possibles preses o d'enemics poderosos.

#### Les liburnes descrites perVegeci
En una traducció al castellà de Flavius Renatus Vegetius es pot llegir una descripció de les liburnes pirates amb molts detalls interessants. Poden destacar-se, entre d'altres, les següents:
- la costum d'anar completament camuflades (naus, veles i tripulants) amb una pintura de color “verd terrós”
- l'ús de barques auxiliars de molts rems (“falúas” en la traducció castellana ; que en català clàssic seria una barca de panescalm) per a anar d'exploració avançada.

### Naufragi de Pau de Tars
Els vaixells mercants romans (“navis onerariae”) disposaven una barca auxiliar. En la narració de Pau, una barca auxiliar anava embarcada a la nau.
- En els Actes dels apòstols es pot llegir el naufragi de Sant Pau, que viatjava en una nau mercant romana carregada de blat.[8] El viatge va començar malament. La nau va salpar de Laloí Limenes -Bells Ports- (prop de Lasea) en una època perillosa (passat el “dejuni”, dia de l'Expiació jueva o Yom Kippur, entre setembre i octubre) contra el consell de Pau, ja que el centurió que manava va fer més cas del pilot i del patró. Aviat els sorprengué una ventada, d'un vent anomenat euroaquiló. Varen hissar el bot que duien a remolc amb prou feines i cintraren la nau amb cables...Al cap de catorze nits d'anar a la deriva encallaren la nau en un sorral i amb moltes dificultats arribaren a la platja. Era l'illa de Malta.[9]

## Vikings
En la Saga d'Eric el Roig, capítol XIII, la mort de Bjarni Grimolsson va relacionada amb la barca auxiliar de la seva nau.

## “Barca catalanescha” (1241)
En un contracte de noli de dues galeres de Montpeller s'esmenten dues barques catalanes (“barchis catalaneschis”) com a barques auxiliars de les galeres.

## Nau “Le Paradis” (1268)
En el contracte per a noliejar la nau “Le Paradis” (entre els enviats pel rei Lluís IX de França i Piero d'Oria) hi constaven algunes barques auxiliars:
- barcham unam canterii
- barchas duas de parascalmo
- gondolam unam[12]

## Llibre del Consolat de Mar
En aquesta obra es parla de “la barca de la nau” de manera natural, indicant (de forma implícita) que la barca auxiliar era un element més del vaixell.
En un apartat dedicat a les multes als tripulants (mariners, ballesters o servicials) que desembarquin del vaixell sense permís s'especifica una multa de 10 sous si la barca emprada és barca de panescalm (la barca de panescalm del vaixell) i 5 sous si es tracta d'una altra barca del vaixell.

## Gracià Amat (c 1465)
En el contracte de construcció d'una calavera a Barcelona per a Gracià Amat, s'especifica que els mestres d'aixa han de lliurar una barca auxiliar, un esquif (escrit squiff en el document), com a part del vaixell inclosa en el conjunt de peces fonamentals.

## La nau deCristòfor Colom
Segons alguns estudis la nau Santa Maria tenia dues barques de servei. La més gran (anomenada “batel” en els documents) tenia 20 peus d'eslora, 9 de mànega i 1,5 de puntal. Disposava de set bancs per a 14 remers. L'altra barca (anomenada “chalupa”) tenia una eslora de 20 peus. Els estudis indicats no detallen les fonts originals.
- Sobre l'encallada i pèrdua posterior de la nau hi ha una descripció de l'accident i de les mesures previstes per a provar de salvar la nau.[17] La narració indica que la barca anava a remolc i que Colom volia tirar una àncora per popa (la nau va encallar de proa) – emprant la barca – i fer força amb una gúmena lligada a l'àncora i l'argue de la nau, per a mirar de desencallar el vaixell.
  - Un estudi acurat de l'accident hauria d'explicar l'estat de la marea i el nivell de l'aigua.

## La mort d'Hug de Montcada i Gralla
Les referències al fet són nombroses i no sempre coincidents.
En la confusió provocada pels brulots, un abordatge inutilitzà el timó de la San Lorenzo. La maniobra amb els rems no resultava prou àgil per a combatre contra la maregassa i l'escomesa dels enemics (de l'Ark Royal en particular). Hug de Montcada va decidir anar-se a refugiar al port de Calais (sota control francès i, en teoria, neutral). No ho va aconseguir. Progressant amb la vela de trinquet i els rems, la galiassa va provar d'entrar al port de Calais però va embarrancar prop de la platga. Quedant mig tombada de costat. Els soldats (probablement aterrits per la tempesta i l'incident) desertaren la nau, saltant a l'aigua. Molt es varen ofegar. Només uns quants fidels romangueren a bord.
Els anglesos, enviaren uns quant bots amb soldats per a apoderar-se de la galiassa. Finalment Howard va enviar un reforç amb la barca de panescalm  de l'Ark Royal i pogueren reduir els darrers resistents. Hug de Montcada fou abatut amb un tret d'arcabús al cap i també moriren Joan Setantí i altres catalans defensors.

## Illa de Xàtiva
L'expedició dels germans Nodal i Diego Ramírez de Arellano es va fer amb dues caravel·les de 80 tones i dues barques auxiliars (anomenades “chalupas”). Molts treballs de sondar fons haurien estat impossibles sense les barques. A més dels treballs d'exploració, les barques s'empraren per a fer aigua i llenya.

## Llanxa delpaquebotSan Carlos(1769)
En l'expedició a Califòrnia les botes d'aigua potable tenien una fuita important i calgué anar a terra amb la llanxa del vaixell. El responsable d'aquella aiguada fou el tinent Pere Fages.

## El motí de laBounty

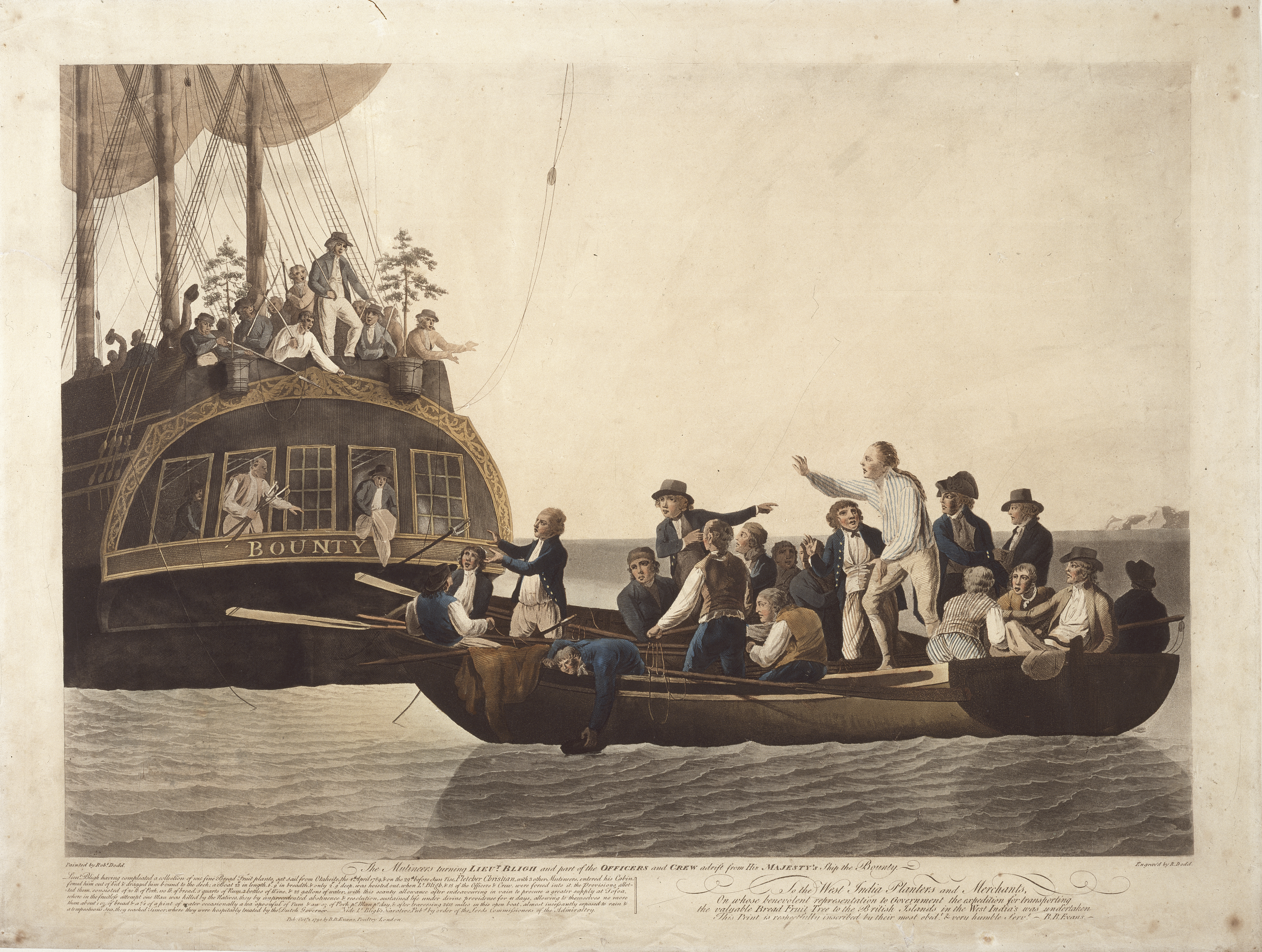
Els amotinats foragiten el capità i 18 mariners en una barca del vaixell.

El capità William Bligh i 18 tripulants foren obligats a embarcar-se en la llanxa de la fragata amotinada. Barca sense coberta de 23 peus (uns 7 metres) d'eslora.

## Illot deRockall(1811)

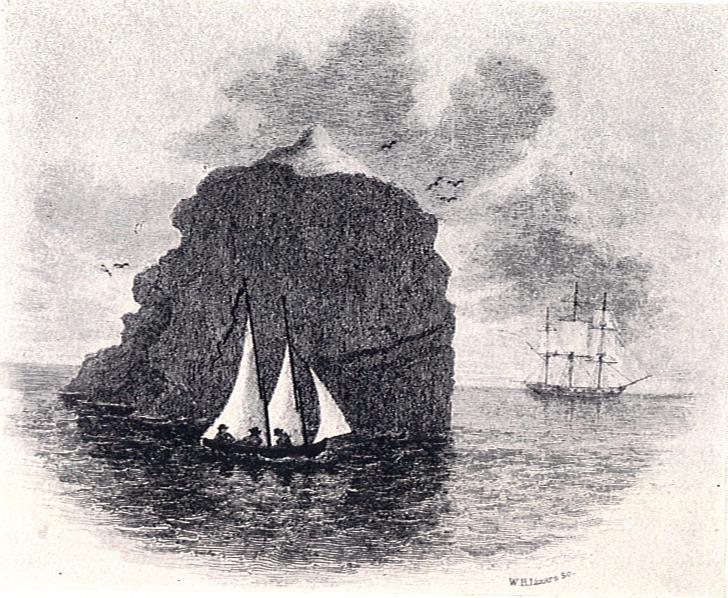
Basil Hall desembarcant a l'illot de Rockall amb una de les llanxes de la fragata HMS Endymion, representada al fons.

L'illa de Rockall fou trepitjada per primer cop l'any 1811. La narració del fet descriu les anècdotes 
de navegació associades: corrents, boira, fragata i llanxa extraviades, ...

## Elbusside Joshua Slocum

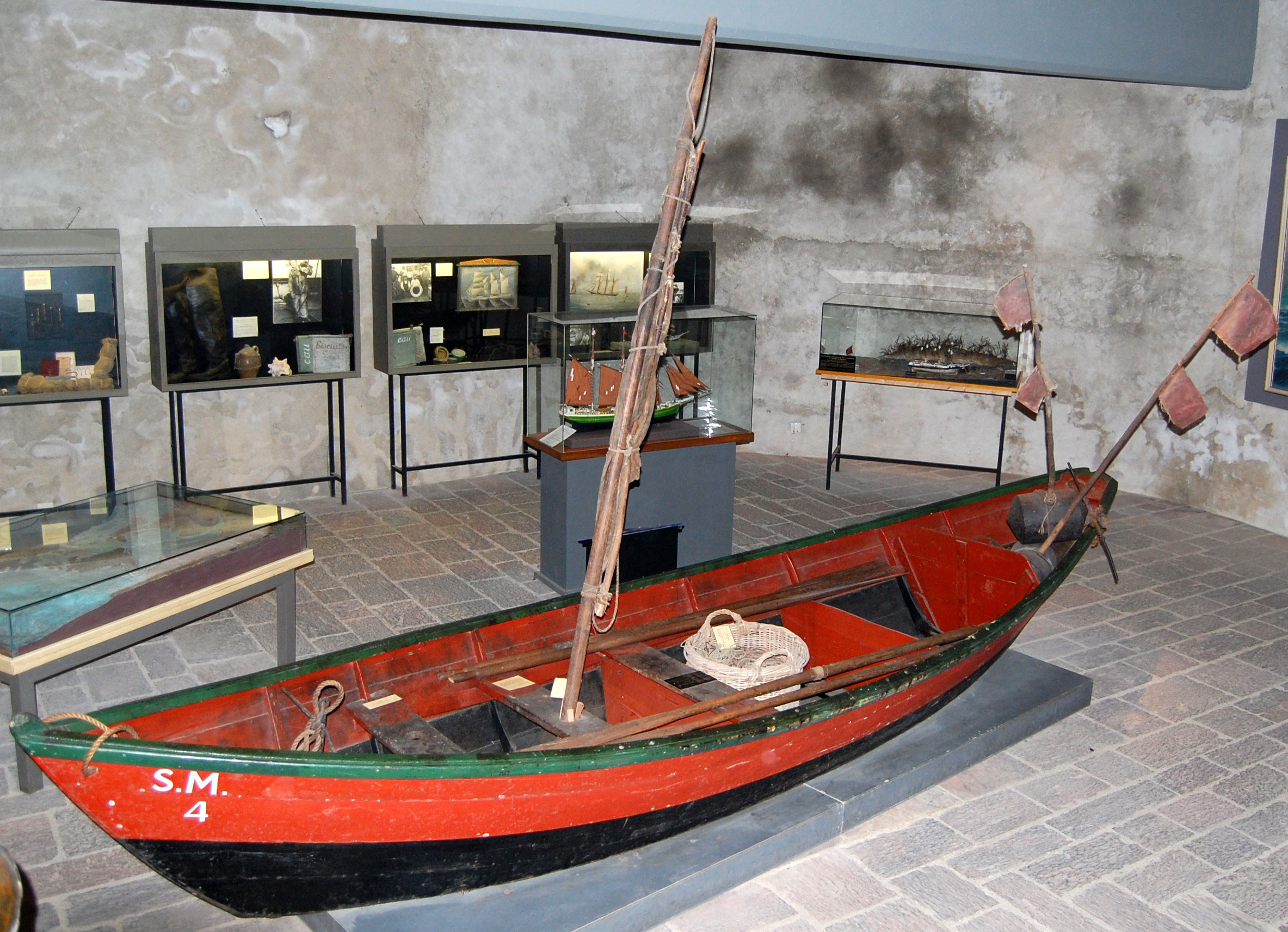
Dory de pesca en un museu de Saint Malo.

El capità Slocum va tallar un dory per la meîtat i va fer dues barquetes tapant la popa amb dos espills de fusta. Com a bussi auxiliar del seu iot (Spray) portava una d'aquestes barquetes, un mig dory fàcil d'hissar i avarar. Segons aquell navegant, el seu bussi servia de banyera i de safareig per a rentar la roba.

## Captains Courageous
Aquesta pel·lícula descriu prou bé la vida a bord d'una goleta dedicada a la pesca del bacallà. La jornada dels pescadors es realitzava a bord d'una petita barca de rems: el dory. Cada pescador en una barqueta lluny del vaixell nodrissa. Una goleta transportava entre dotze i vint dorys apilats.

## Expedició Endurance(1914-1917)

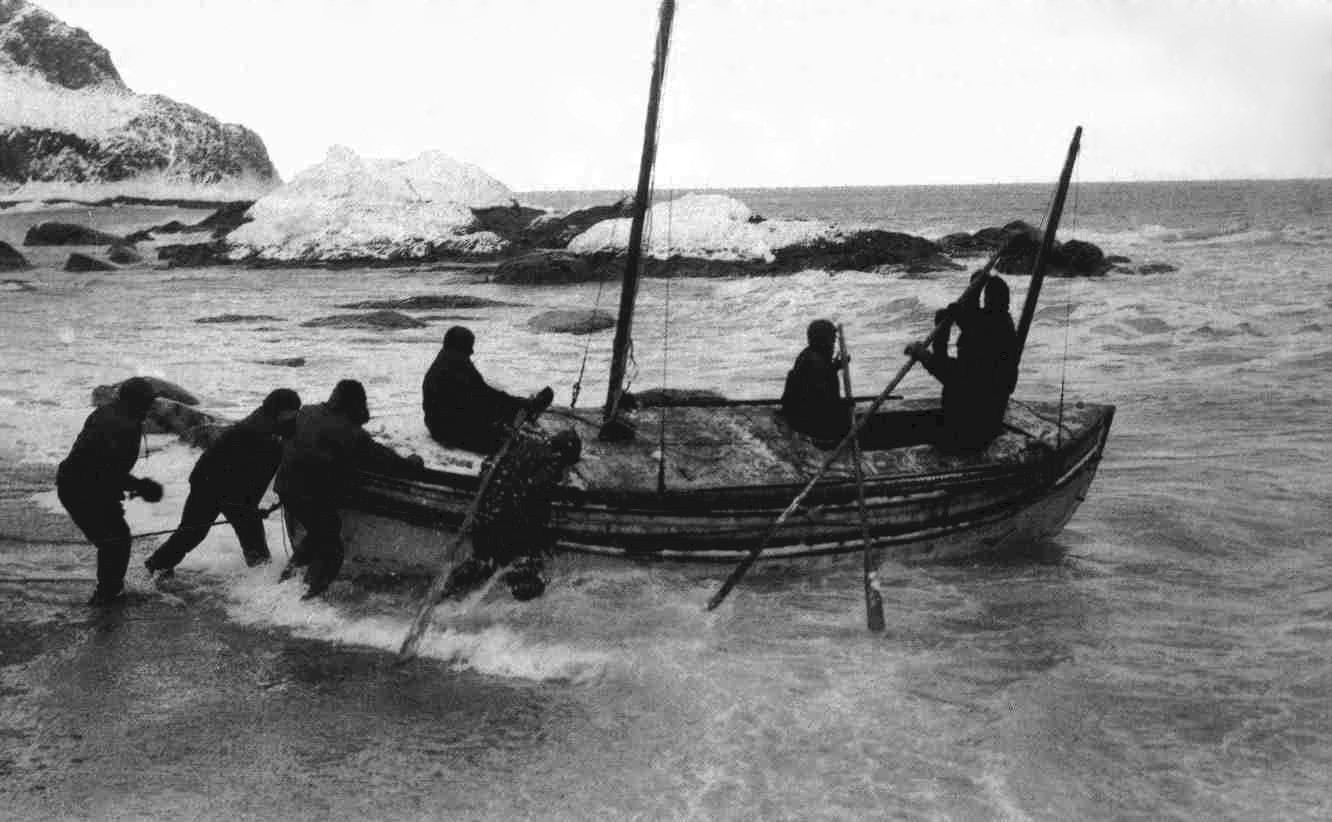
Aterratge del James Caird des de la costa de l'illa Elephant, el 24 d'abril de 1916.

Després que l'Endurance s'enfonsés, la tripulació del mar de Weddell esmerçà alguns mesos acampats al gel abans de marxar cap a l'illa Elephant amb els tres bots "salvavides" rescatats del vaixell: el James Caird, el Dudley Docker i el Stancomb Wills. De fet es tractava de les tres barques auxiliars, reforçades i modificades sobre la marxa.